# 熱帶風暴摩羯 (2013年)
熱帶風暴摩羯（英語：Tropical Storm Yagi，國際編號：1303，聯合颱風警報中心：WP032013，菲律賓大氣地球物理和天文管理局：Dante）為2013年太平洋颱風季第三個被命名的風暴。「摩羯」一名由日本提供，摩羯星座（山羊）。

## 發展過程
2013年6月5日，一個熱帶擾動在菲律賓東部海面上生成。美國海軍研究實驗室給予擾動編號98W。
6月6日上午2時，日本氣象廳將其升格為低壓區。下午2時，聯合颱風警報中心對其在24小時內形成為熱帶氣旋的機會給予「LOW」的評級。
6月7日上午2時，日本氣象廳將其升格為熱帶低氣壓。上午7時30分，聯合颱風警報中心將發展機率升級為「MEDIUM」。
6月8日上午6時，聯合颱風警報中心將發展機率升級為「HIGH」。上午6時30分，聯合颱風警報中心發佈熱帶氣旋形成警報。上午10時，日本氣象廳發出海上強風警報。下午6時，中央氣象台將其升格為熱帶低壓。下午8時50分，聯合颱風警報中心將其升格為熱帶低氣壓，並給予編號03W。下午9時20分，日本氣象廳將其升格為熱帶風暴，並命名為摩羯。
6月9日上午5時，聯合颱風警報中心將其升格為熱帶風暴。上午10時，香港天文台將其升格為熱帶風暴。
6月10日下午11時，香港天文台將其升格為強烈熱帶風暴。
6月11日下午8時，香港天文台將其降格為熱帶風暴。
6月12日下午11時，聯合颱風警報中心將其降格為熱帶低氣壓。
6月13日上午12時30分，聯合颱風警報中心修改報文，將其風速進一步下調並發出最後的警報。上午2時50分，日本氣象廳將其降格為熱帶低氣壓。
6月14日上午9時，聯合颱風警報中心再度對其在24小時內形成為熱帶氣旋的機會給予「LOW」的評級。
6月15日下午2時，聯合颱風警報中心取消評級。

## 影響

### 菲律賓
6月7日下午11時30分，菲律賓大氣地球物理和天文管理局將已進入責任範圍的低壓區升格為熱帶低氣壓，並發佈第一報熱帶氣旋資訊，命名為Dante。
6月10日下午10時30分，摩羯離開菲律賓氣象部門責任範圍，發佈最後一報熱帶氣旋資訊。

## 外部連結
- （日語）http://www.jma.go.jp/ （页面存档备份，存于） 日本氣象廳首頁
- （英文）http://www.usno.navy.mil/JTWC/ （页面存档备份，存于） 聯合颱風警報中心首頁
- （简体中文）https://web.archive.org/web/20120928121548/http://www.nmc.gov.cn/ 中央氣象台首頁
- （繁體中文）http://www.cwb.gov.tw/ （页面存档备份，存于） 中央氣象局首頁
- （繁體中文）http://www.hko.gov.hk/ （页面存档备份，存于） 香港天文台首頁
- （繁體中文）http://www.smg.gov.mo/ （页面存档备份，存于） 澳門地球物理暨氣象局首頁
- （英文）https://www.nasa.gov/mission_pages/hurricanes/archives/2013/h2013_Yagi.html （页面存档备份，存于） NASA Mission Page